# Доминик (порода кур)
Доминик — американская порода кур. Считается старейшей в США.

## История
Происхождение породы неизвестно. Скорее всего, она произошла от птиц, вероятно, похожих на современные породы доркинг или суссекс, завезенных в Америку колонистами из южной Англии. Куры с полосатым оперением, с маленьким розовым гребешком, были хорошо известны примерно к 1750 году, а к середине девятнадцатого века были широко распространены на востоке США. Некоторые куры были выставлены на первой американской птицеводческой выставке, проходившей в Бостоне в 1849 году.
В 1874 году порода доминик была включена в первое издание Американского стандарта совершенства Американской ассоциации птицеводов. Численность породы сократилась в течение двадцатого века, и к 1970-м годам доминик был близок к исчезновению. Была начата инициатива по восстановлению, и с 1983 года численность кур снова начала расти. В настоящее время порода широко распространена по всему миру.

## Описание
Доминик — мясояичная порода среднего размера, взрослые птицы обычно весят около 2,3—3,2 кг. Единственная признанная окраска оперения — пятнистая, иногда упоминающаяся как «ястребиная» окраска.
Голова высоко поднята и имеет розовый гребешок, мочки ушей и сережки красные, а клюв желтый. Ноги и ступни тоже желтые. Оперение довольно густое, а также оно плотно прилегает к телу; благодаря этому куры хорошо живут даже при морозах. Куры несут до 200-275 яиц коричневого цвета массой около 58 граммов.

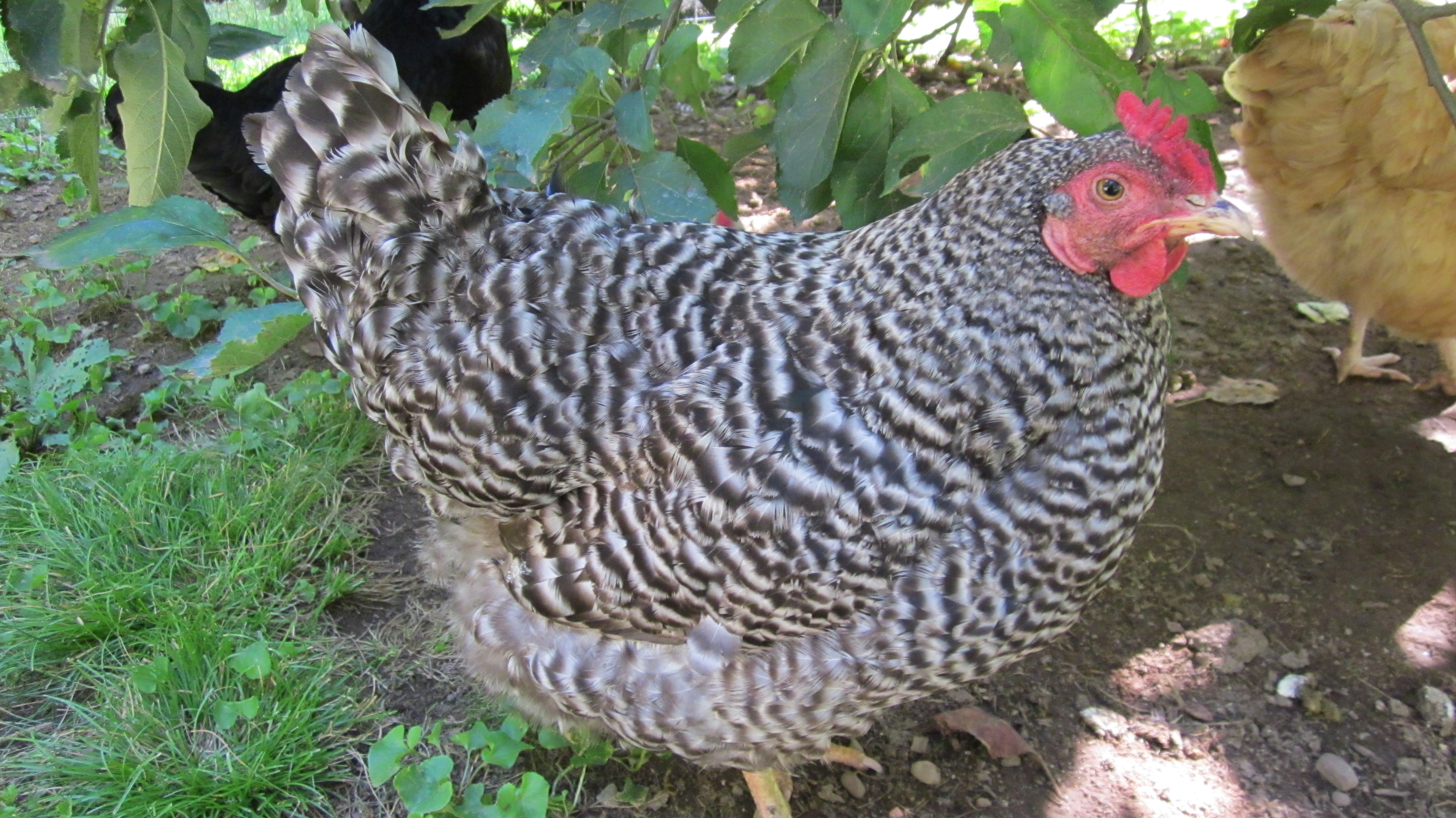
Взрослая курица породы доминик